# Popovice (Boêmia Central)
Popovice é uma comuna checa localizada na região da Boêmia Central, distrito de Benešov.